# Сьверкляни (гміна)
Гміна Сьверкляни (пол. Gmina Świerklany) — сільська гміна у південній Польщі. Належить до Рибницького повіту Сілезького воєводства.
Станом на 31 грудня 2011 у гміні проживало 11775 осіб.

## Територія
Згідно з даними за 2007 рік площа гміни становила 24.02 км², у тому числі:
- орні землі: 62.00%
- ліси: 15.00%

Таким чином, площа гміни становить 10.69% площі повіту.

## Населення
Станом на 31 грудня 2011:
| Опис     | Загалом | Загалом | Чоловіки | Чоловіки | Жінки | Жінки |
| -------- | ------- | ------- | -------- | -------- | ----- | ----- |
| одиниця  | осіб    | %       | осіб     | %        | осіб  | %     |
| все      | 11775   | 100     | 5778     | 49.07    | 5997  | 50.93 |
| міське   | 0       | 100     | 0        |          | 0     |       |
| сільське | 11775   | 100     | 5778     | 49.07    | 5997  | 50.93 |

## Сусідні гміни
Гміна Сьверкляни межує з такими гмінами: Маркльовіце, Мшана.